# 扬-彼得·佩科尔特
扬-彼得·佩科尔特（德語：Jan-Peter Peckolt，1981年5月4日—），德国男子帆船运动员。他曾代表德国参加2008年夏季奥林匹克运动会帆船比赛，联同汉内斯·佩科尔特获得一枚铜牌。